# Wydad Athletic Club (tennis de table)
Pour les articles homonymes, voir Wydad Athletic Club.
Le Wydad Athletic Club est un club sportif professionnel marocain omnisports fondé le 8 mai 1937, basé à Casablanca et à portée nationale et internationale. Sa section de tennis de table a été créée le 8 mai 1942, sous l'impulsion de Mohamed Benjelloun Touimi, président-fondateur du club et membre à vie du Comité international olympique (CIO).
Il est le seul club marocain qui a obtenu la prestigieuse certification ISO 9001 pour son système de management de la qualité.

## Histoire
La création du WAC fut très difficile. En effet, le contexte était marqué par le protectorat français en empire chérifien, ce qui fait l'origine de sa création est synonyme à celle du mouvement national marocain, dans un cadre sportif, club omnisports, puisque durant cette époque le port de casablanca était entouré de plusieurs piscines et pour y accéder il fallait faire partie d'un club mais les clubs étaient tous dirigés par des colons. Pour L'ODJ Maroc, « l'histoire du WAC est une partie intégrante de l’histoire de la résistance contre les colons français. Depuis sa création en 1937, le club s’est érigé en véritable symbole de nationalisme et de résistance. »
À partir de la saison 1935/1936, plusieurs marocains purent y profiter des piscines de la ville en s'inscrivant dans ses clubs. Mais le nombre de marocains augmenta rapidement ce qui a inquiété les colons qui renvoient les « indigènes » des clubs. C'est après cet événement qu'est venue l'idée de créer un club cent pour cent marocain. Mais ce ne fut pas très facile car après plusieurs demandes pour la création du club, demandes qui furent chaque fois sans réponse, les frères Benjelloun, Mohamed (président-fondateur) et Abdellatif (vice-président), décidèrent de contacter directement s.a.i. le sultan sidi Mohammed ben Youssef et c'est là qu'il intervint personnellement pour autoriser la création du nouveau club indigène. Ainsi fut créé le Wydad Athletic Club le 8 mai 1937, à Anfa (Casablanca), exactement à l'ancienne médina par des résistants marocains[réf. nécessaire] menés par : les Benjellouns Mohamed (président-fondateur), Abdellatif (1er vice-président), Abdelkader (2e vice-président), Mohamed Belhassan, Azzedine et Abdelouahed (dit Bouboul), le secrétaire général monsieur Mohamed Belhassan Affani, les trésoriers Mm. Ababou et Ahmed Zerrouk, Mohamed Massis, Mustapha Gharbaoui, Mohamed Benkirane et Mohamed Masson.
L'origine du nom est venue lors de la toute 1re réunion du premier comité du club lorsque feu Mohamed Massiss, alors membre du comité, est arrivé en retard car il regardait le dernier film arabe de l'astre d'orient, film intitulé : WYDAD (signifiant « amour » en arabe). Le club omnisports a commencé donc avec sept disciplines dont sa première équipe était celle de water-polo puisque la 1re section d'eux fut celle de natation. La 2e section du WAC fut celle de basketball, la 3e est celle de football, la 4e est celle de volleyball, la 5e est celle de rugby, la 6e est celle de handball et la 7e fut celle d'athlétisme... etc.
Créé le mai 1942, sous l'impulsion de feu haj Mohamed Benjelloun Touimi, président-fondateur du club et membre à vie du Comité international olympique. Pour son début, le WAC avait participé au championnat du Maroc de ping-pong dès sa 1re saison dont il finit en beauté, vice-champion du Maroc, avant de remporté son 1er sacre de champion du Maroc par équipes le dimanche 7 novembre 1943 en battant le C.O.C. par 20 victoires à 5.
Étant vice-champion du Maroc en 1942, le W.A.C. a dû remporter le titre de champion national lors de sa 2e saison.

## Palmarès
Palmarès de la 1re équipe
| Compétitions nationales | Compétitions internationales                             |
| --- | -------------------------------------------------------- |
| - Championnat du Maroc (6) - Champion : 1943, 1944, 1977, 2014, 2022, 2024 - Coupe du Trône (2) - Vainqueur : 2017, 2024 - Supercoupe du Maroc (1) - Vainqueur : 2024 | - Tournoi Inter-ligues de Mogador (1) - Vainqueur : 1944 |

Palmarès des autres équipes
| Compétitions masculins                                                                                 | Compétitions féminines |
| --- | --- |
| - Championnat du Maroc (Juniors) : - Champion : 2014, 2024 - Coupe du Trône (U19) : - Vainqueur : 2021 | - Championnat du Maroc : - Champion : 2023, 2024 - Coupe du Trône : - Vainqueur : 2021 - Championnat du Maroc (U15) : - Champion : 2025 |

## Personnalités

### Présidents
| Rang | Nom                          | Période   |
| ---- | ---------------------------- | --------- |
| 1    | Mohamed Benjelloun Touimi    | 1937-1942 |
| 2    | Abdelkader Benjelloun        | 1942-1944 |
| 3    | Abdellatif Alami             | 1944-1945 |
| 4    | Mohamed Belahssan Benjelloun | 1945-1948 |
| 5    | Abderrahmane Slaoui          | 1948-1949 |
| 6    | Abderrahmane El Khatib       | 1949-1956 |
| 7    | Azzedine Benjelloun          | 1956-1962 |
| 8    | Nacer Laraki                 | 1962-1963 |
| 9    | Hassan El-Joundi             | 1963-1965 |
| 10   | Ahmed Lahrizi                | 1965-1971 |
| 11   | Abderrazak Lahlou            | 1971-1972 |
| 12   | Abderrazak Mekouar           | 1972-1993 |
| 13   | Boubker Jdahim               | 1993-1996 |
| 14   | Abdelmalik Sentissi          | 1996-1999 |
| 15   | Nasserdine Doublali          | 1999-2003 |
| 16   | Abdelilah El-Manjra          | 2003-2005 |
| 17   | Taïb El-Fechtali             | 2005-2007 |
| 18   | Abdelillah Akram             | 2007-2014 |
| 19   | Said Naciri                  | 2014      |